# Иредуцибилна репрезентација
Иредуцибилна репрезентација у теорији група је репрезентација у простору Н за коју не постоји нетривијални простор  који би био инваријантан на све операторе репрезентације. У супротном, ако такав простор постоји, репрезентација се назива редуцибилна.
Редуцибилност репрезентације неке групе је особина скупа оператора којим је репрезентација представљена и није повезана са особинама групе. Коначна група има коначно много нееквивалентних иредуцибилних репрезентација.

## Машеова теорема
Машеова (Mache) теорема даје везу између разложивоти и редуцибилности. Теорема тврди да је редуцибилна репрезентација коначне групе разложива.